# Лачезар Балтанов
Лачезар Балтанов (болг. Лъчезар Балтанов, нар. 7 листопада 1988, Софія) — болгарський футболіст, що грав на позиції півзахисника. Виступав за низку інших болгарських клубів, а також національну збірну Болгарії. Триразовий чемпіон Болгарії, триразовий володар Суперкубка Болгарії та триразовий володар Кубка Болгарії.

## Клубна кар'єра
Лачезар Балтанов народився 1988 року в місті Софія, та є вихованцем футбольної школи місцевого клубу «Левські». У 2004 році Балтанов розпочав грати в основній команді клубу, в якій грав до 2011 року. За цей час футболіст у складі команди двічі виборював титул володаря Суперкубка Болгарії та був володарем Кубка Болгарії, та тричі ставав чемпіоном Болгарії. У 2011 році клуб відправив гравця в оренду до клубу «Каліакра» (Каварна), а в 2012 році до клубу «Ботев» (Враца).
У 2012 році Лачезар Балтанов став гравцем клубу «Чорноморець» (Бургас). У 2014 році півзахисник на короткий час повернувся до клубу «Левські», але вже в цьому році став гравцем клубу «Ботев» (Пловдив). У складі пловдивського клубу футболіст грав до 2020 року, та в сезоні 2016—2017 років став володарем Кубка Болгарії, а в 2017 році став володарем Суперкубка Болгарії. З 2020 до 2022 року півзахисник грав у складі клубу «Царско село».
У 2022 році Балтанов удруге в кар'єрі став гравцем клубу «Ботев» (Пловдив), у складі якого в сезоні 2023—2024 років утретє в кар'єрі став володарем Кубка Болгарії. У 2024 році футболіст завершив виступи на футбольних полях.

## Виступи за збірну
Протягом 2007—2009 років Лачезар Балтанов грав у складі молодіжної збірної Болгарії. На молодіжному рівні зіграв у 10 офіційних матчах, забив 2 голи.
У 2015 році Балтанов зіграв свій єдиний матч у складі національної збірної Болгарії.

## Титули і досягнення
- Володар Суперкубка Болгарії (3):

«Левські»: 2005, 2007
«Ботев» (Пловдив): 2017
- Чемпіон Болгарії (3):

«Левські»: 2005–2006, 2006–2007, 2008–2009
- Володар Кубка Болгарії (3):

«Левські»: 2006–2007
«Ботев» (Пловдив): 2016–2017, 2023–2024